# Delias wandammenensae
Delias wandammenensae is een vlindersoort uit de familie van de Pieridae (witjes), onderfamilie Pierinae.
Delias wandammenensae werd in 1916 beschreven door Joicey & Talbot.